# Bezirk Liestal
Der Bezirk Liestal ist einer von fünf Bezirken im Schweizer Kanton Basel-Landschaft. Der Hauptort und Verwaltungssitz des Bezirks ist Liestal.
Der Bezirk Liestal liegt in der Mitte der übrigen vier Bezirke des Kantons Basel-Landschaft und ist daher zentral gelegen. Die Gemeinden des Bezirks Liestal werden gemeinhin (noch) zum Oberbaselbiet gerechnet (wie auch die Bezirke Waldenburg und Sissach). Der Bezirk Liestal grenzt im Norden an Deutschland (Landkreis Lörrach, Baden-Württemberg), im Nordosten an den Kanton Aargau (Bezirk Rheinfelden), im Osten an den Bezirk Sissach, im Süden an den Bezirk Waldenburg, im Westen an den Kanton Solothurn (Bezirk Dorneck) und im Nordwesten an den Bezirk Arlesheim. Er ist somit lediglich nicht mit dem Bezirk Laufen verbunden, dieser gehörte jedoch noch bis 1994 zum Kanton Bern.
Der Bezirk Liestal ist nach Arlesheim der nach Einwohnern zweitgrösste und damit auch zweiteinflussreichste Bezirk des Kantons.
Die Gemeinden des Bezirks sind nach Liestal ausgerichtet (Pratteln und Augst, die manchmal fälschlicherweise auch zum Unterbaselbiet gezählt werden, auch nach Basel). Liestal als Kantonshauptort ist auch der wichtigste Ort im Bezirk, er ist auch flächenmässig mit Abstand am grössten. In Pratteln wohnen jedoch seit dem grossen Boom (1970er-Jahre) der Agglomerationsgemeinden um Basel, zu denen Pratteln gerade noch gehört, etwas mehr Menschen als in Liestal.
Der Bezirk ist sehr unterschiedlich geprägt: In Pratteln und Augst dominieren Industrie und Wohnsiedlungen, Liestal mit seinen Agglomerationsgemeinden Frenkendorf, Füllinsdorf, Lausen, Bubendorf und Seltisberg ist urban geprägt, in den übrigen Gemeinden dominiert ein ländliches Bild.

## Politische Gemeinden
| Wappen      | Name der Gemeinde | Einwohner (31. Dezember 2023) | Fläche in km² | Einwohner pro km² |
| ----------- | ----------------- | ----------------------------- | ------------- | ----------------- |
| Arisdorf    | Arisdorf          | 1706                          | 10,00         | 171               |
| Augst       | Augst             | 1090                          | 1,65          | 661               |
| Bubendorf   | Bubendorf         | 4509                          | 10,80         | 418               |
| Frenkendorf | Frenkendorf       | 6623                          | 4,59          | 1443              |
| Füllinsdorf | Füllinsdorf       | 4700                          | 4,62          | 1017              |
| Giebenach   | Giebenach         | 1121                          | 1,34          | 837               |
| Hersberg    | Hersberg          | 391                           | 1,66          | 236               |
| Lausen      | Lausen            | 5828                          | 5,57          | 1046              |
| Liestal     | Liestal           | 15'834                        | 18,18         | 871               |
| Lupsingen   | Lupsingen         | 1509                          | 3,11          | 485               |
| Pratteln    | Pratteln          | 16'566                        | 10,71         | 1547              |
| Ramlinsburg | Ramlinsburg       | 734                           | 2,25          | 326               |
| Seltisberg  | Seltisberg        | 1318                          | 3,56          | 370               |
| Ziefen      | Ziefen            | 1668                          | 7,82          | 213               |
| Total (14)  | Total (14)        | 63'597                        | 85,86         | 741               |

## Veränderungen im Gemeindebestand

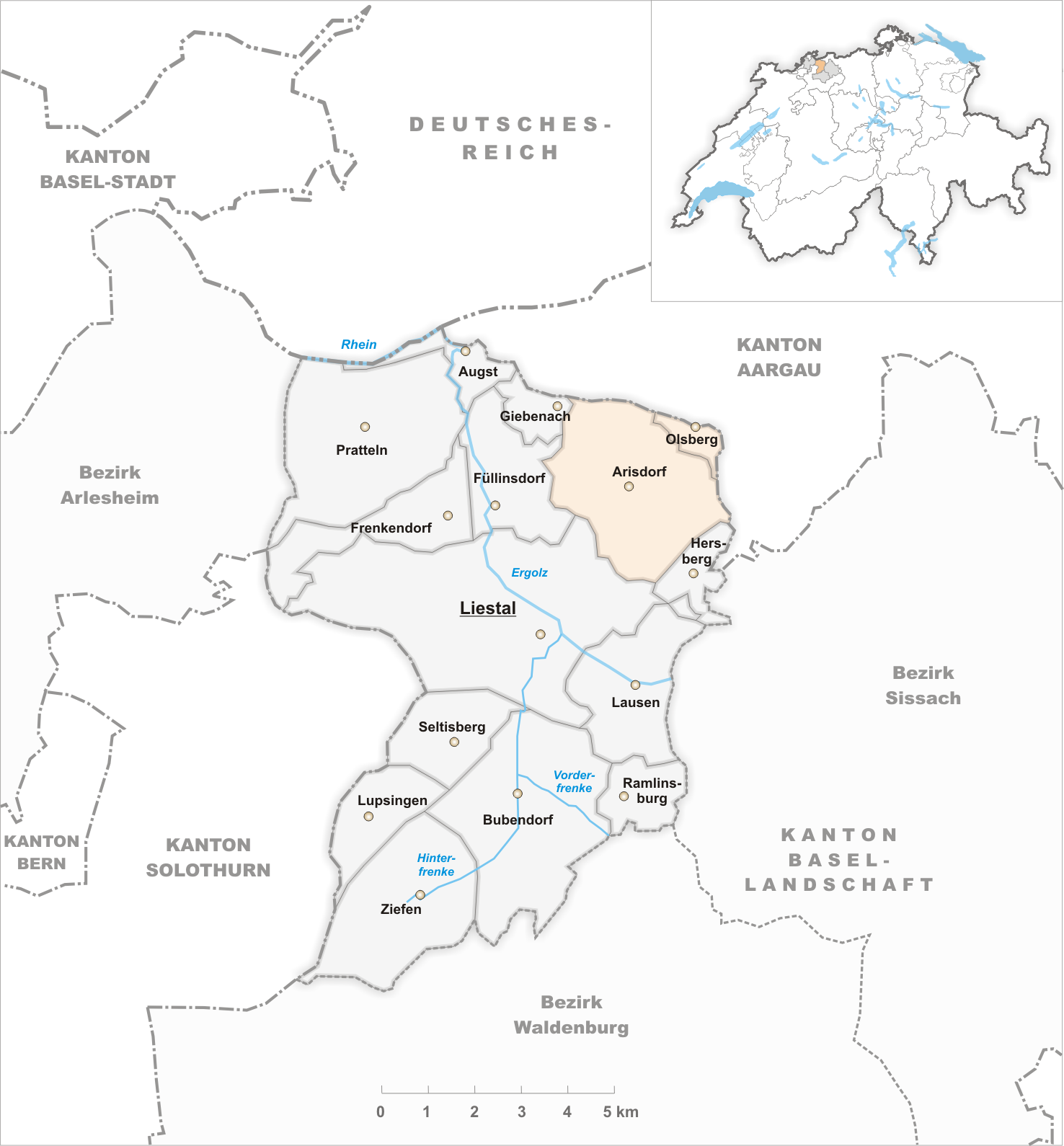
Gemeinden bis 1881

- 1882: Fusion Arisdorf, Olsberg → Arisdorf

## Ortschaften
| PLZ  | Name der Ortschaft | Gemeinde |
| ---- | ------------------ | -------- |
|      | Olsberg BL         | Arisdorf |
| 4422 | Schweizerhalle     | Pratteln |